# Referendum sulla Repubblica in Grecia del 1973
Il 29 luglio 1973 si tenne in Grecia un referendum costituzionale. Gli emendamenti avrebbero confermato l'abolizione (il 1º giugno) della monarchia da parte della giunta militare e stabilito una repubblica. La proposta fu approvata dal 78,6% dei votanti con un'affluenza del 75,0%. Iniziò così il primo periodo della Metapolitefsi.

## Contesto
La giunta militare governava la Grecia da quando un gruppo di ufficiali di medio rango, sotto la guida del colonnello Georgios Papadopoulos, organizzò un colpo di stato il 21 aprile 1967. Il re Costantino II approvò con riluttanza il colpo di stato, ma iniziò a prepararsi per un contro-golpe da parte di elementi delle forze armate a lui fedeli. Questo controgolpe fu lanciato il 13 dicembre 1967 e fallì, costringendo il re e la maggior parte della famiglia reale a fuggire in Italia. La Grecia rimase un regno, con le funzioni del re esercitate da un reggente nominato dalla giunta senza l'approvazione del re, incarico ricoperto fino al 1972 dal generale Georgios Zoitakis, e poi assunto da un Papadopoulos sempre più dominante, che ricoprì anche la carica di primo ministro e diversi incarichi ministeriali.
Nel maggio 1973, tuttavia, un ampio movimento anti-giunta fu scoperto e soppresso, poco prima del suo scoppio, tra i ranghi della Marina per lo più monarchica. Il cacciatorpediniere Velos si ammutinò a tutti gli effetti e, una volta raggiunta l'Italia, il capitano Nikolaos Pappas e 31 ufficiali e membri dell'equipaggio sbarcarono e chiesero asilo politico, creando interesse in tutto il mondo. La fallita rivolta della Marina greca dimostrò che l'opposizione non si era spenta, e che esisteva anche tra ampi settori delle forze armate, che erano le principali sostenitrici all'interno del regime. Questa rivelazione fu una minaccia per la stabilità della giunta.
Papadopoulos, con una mossa che avrebbe rafforzato la propria autorità di fronte al popolo, il 1º giugno 1973 depose formalmente il re di Grecia, in esilio da sei anni, proclamando il paese una repubblica presidenziale con lui stesso come presidente. La monarchia era ritenuta "traditrice" dai colonnelli per non averli supportati fino in fondo in seguito al tentativo di golpe di Costantino II contro la loro giunta e per questo i militari avevano allontanato le istituzioni dalla monarchia. Tra il 1968 e il 1972 le esenzioni fiscali a favore della famiglia reale furono abolite, la complessa rete di istituzioni controllate dalla Corona fu trasferita allo Stato, le insegne reali furono rimosse dalle monete, l'esercito, la Marina e l'Aeronautica cessarono di essere regie ed i giornali ricevettero il divieto di pubblicare fotografie o interviste del re emerito. La nascita della Repubblica doveva essere confermata da un plebiscito popolare, che si tenne il 29 luglio 1973. I partiti politici defunti e i loro leader chiesero un "No" in segno di opposizione al regime, ma il voto fu pilotato dalla giunta, e i risultati furono prevedibilmente favorevoli al regime. 

## Risultati
| Scelta                        | Voti      | %    |
| ----------------------------- | --------- | ---- |
| Sì                            | 3.843.318 | 78.6 |
| No                            | 1.048.308 | 21,4 |
| Voti non validi/bianchi       | 64.293    | 1.3  |
| Totale                        | 4.955.919 | 100  |
| Elettori registrati/affluenza | 6.610.094 | 75.0 |
| Fonte: Nohlen & Stöver        |           |      |

## Conseguenze
Il colonnello Papadopoulos promise un ritorno al governo democratico e parlamentare, basato sulle disposizioni della nuova Costituzione, e nominò Spyros Markezinis Primo Ministro, e indisse le elezioni per il 10 febbraio 1974. Il suo tentativo di democratizzazione controllata fallì dopo la rivolta del Politecnico di Atene e il colpo di stato degli estremisti sotto Dimitrios Ioannidis che ne seguì. Le forma presidenziale fu mantenuta fino al crollo definitivo della giunta nel luglio 1974, quando il nuovo governo democratico non ripristinò un regime parlamentare, e l'8 dicembre 1974 si tenne un altro referendum, in cui il popolo greco confermò l'abolizione della monarchia e l'istituzione dell'attuale Terza Repubblica Ellenica. 